# Meine Hunde

Lew Tolstoi 1873 porträtiert von Iwan Kramskoi

Meine Hunde ist eine Kurzgeschichte von Lew Tolstoi, die – für Kinder geschrieben – acht Episoden über zwei Hunde versammelt und 1875 im 3. Russischen Lesebuch des Sammelbandes Rasskasy is «Nowoi asbuki» in Sankt Petersburg erschien.

## Inhalt
- Buljka

Der Ich-Erzähler bekam den gedrungenen Bullenbeißer Buljka als junges Hündchen und zog ihn selbst groß. Einmal verbiss sich Buljka im Ohr eines Bären und ließ auch nicht los, als der Bär mit seinem Schwergewicht auf den Beißer drückte. Erst Übergießen mit kaltem Wasser brachte Buljka zur Besinnung. Als der Erzähler zum Militärdienst in den Kaukasus einrückte, ließ er seinen Hund in der Wohnung zurück. Buljka zertrümmerte eine Fensterscheibe und folgte seinem Herrn über zwanzig Werst in der Mittagsglut.
- Buljka und der Eber

Im November haben sich die Wildschweine im Kaukasus gewöhnlich mit Trauben, Zapfen, Äpfeln, Birnen, Brombeeren, Eicheln und Schlehen so vollgefressen, dass sie die Hetzjagd nicht allzu lange ohne Ruhepause durchstehen. Der Erzähler folgte also Buljka so lange, bis der Hund vor einem Gebüsch stehenblieb. Nach dem Schuss auf den Eber floh das Wildschwein grunzend und der Bullenbeißer blieb mit aufgeschlitztem Bauch im Grase liegen. Der Erzähler kümmerte sich zunächst nicht um seinen Hund, sondern folgte dem angeschossenen Eber und erlegte ihn. Zusammen mit seinem Kameraden stopfte der Erzähler das heraushängende Gedärm in Buljkas Bauch zurück. Während der Hund zugenäht wurde, leckte er seinem Herrn fortlaufend die Hand. Die Jagdbeute wurde von einem Pferd, das Buljka auf dem Rücken trug, aus dem Walde geschleift. Nach sechs Wochen war der Bullenbeißer genesen.
- Die Fasane

Fasane, wie die Wildhühner im Kaukasus heißen, werden gejagt, indem man den Hofhund einfach hinter den Fasanen herrennen lässt. Sobald die Fasane auf einen Baum fliegen, können sie in aller Ruhe geschossen werden. Die Jagdmethode hat einen Nachteil. Die Fasane verbergen sich im Laub.
Wird hingegen ein Hühnerhund mitgenommen, verläuft die Jagd intelligenter. Der Hühnerhund folgt der Spur; wittert. Behutsam schleicht sich der Hühnerhund immer näher an die Beute, bis sie auffliegt. In dem Moment schießt der Jäger.
- Milton und Buljka

Für die Fasanenjagd schaffte sich der Erzähler den hochgebauten Hühnerhund Milton an. Buljka rannte einmal Milton bei der Fasanenjagd hinterdrein; wollte immerzu der Erste sein und scheuchte die Beute vorzeitig auf. Der Jagdtag war für den Erzähler verdorben, weil sich Buljka partout nicht nach Hause schicken lassen wollte und der Weg zurück zu lang gewesen wäre. Aber Milton erwies sich als so klug, dass der Jagdausflug schließlich doch noch erfolgreich wurde. Von der heißen Spur ging Milton immer einmal seitab, schnüffelte abseits so lange, bis Buljka dort – natürlich stets vergeblich – suchte und konnte sich so den Fasanen ausreichend nähern.
- Die Schildkröte

Einmal wollte Milton eine kleine Schildkröte im Grase totbeißen. Der Erzähler verhinderte das, indem er sie wegwarf. Milton ließ nicht von seinem Vorhaben ab, bis die Schildkröte, die sich mit Kopf und Beinen in ihre undurchdringliche Behausung zurückgezogen hatte, in einem geeigneten Moment mit einer ihrer Pfoten das Hundemaul zerkratzte. Milton musste winselnd loslassen, gab aber bellend immer noch nicht auf und verbuddelte die Schildkröte in einem selbst gegrabenen Erdloch.
- Buljka und der Wolf

Als ein Wolf im Dorf ein Ferkel überfiel, preschten Milton und Buljka vor. Das Gewehr des Erzählers versagte und der Wolf konnte fliehen. Bei der Balgerei bis zum Eintreffen des Jägers hatte Buljka einen geringfügigen Wolfsbiss abbekommen. Der Wolf kam wider Erwarten zurück, floh aber wiederum – diesmal vor dem Geschrei der Dorfbewohner. Der Erzähler vermutete als Ursache des ungewöhnlichen Verhaltens Tollwut und brannte die kleine Wunde bei Buljka mit Schießpulver aus.
- Was Buljka in Pjatigorsk zustieß

Bevor der Erzähler aus dem Kaukasus nach Russland zurückkehrte, hielt er sich zwei Monate in Pjatigorsk auf. Milton hatte er zuvor einem alten Kosaken geschenkt, der auch Jäger war. Eines Tages wurden Zuchthäusler durch das Heilbad Pjatigorsk geführt, die streunende Hunde an den Eisenhaken nahmen und mit dem Knüppel totschlugen. Versehentlich wurde Buljka an den Haken genommen, weil er kein Halsband trug. Der Bullenbeißer konnte sich im letzten Moment losreißen.
- Das Ende Buljkas und Miltons

Milton, auf die Federwildjagd abgerichtet, wurde von dem alten Kosaken auf die Wildschweinjagd mitgenommen, von einem jungen Eber aufgeschlitzt, von niemandem zugenäht und ging ein. Buljka, an der Tollwut erkrankt, wurde bissig, verkroch sich ins Dickicht und blieb verschwunden.